# Тера-
 Тази статия е за десетичната представка.  За други значения вижте Тера (пояснение).  
тера (от старогръцки: τέρας – чудовище) е десетична представка от система SI, въведена през 1960 г. Означава се с T и означава умножение с 1012 (1 000 000 000 000, един трилион). Гръцката дума за „чудовище“ е използвана, за да се отбележи, че единици с посочената приставка са „чудовищно големи“. Думата също напомня за гръцката представка τετρα, означаваща четири; съвпадението сочи четвъртата степен на 1000, давайки модел и за представките от по-висока степен: пета-, екса-, сета- и йота-, всички които идват от нарочно изменени форми на латински или гръцки корени на съответните степени (пета до осма) на 1000. Като представка от SI е приета на XI Генерална конференция по мерки и теглилки през 1960 г..
В информатиката тера- понякога означава 1 099 511 627 776 (240) вместо 1 000 000 000 000, специално при термина терабайт (TB). За да се избегне двусмислие, за означаването на 240 е въведена двоичната представка теби-.
Например: 3 TB = 3 × 1012 B = 3 000 000 000 000 B = 3 млн. MB